# Våbenhus
Våbenhus betegner et lille forhus, hvorfra adgangen til kirken finder sted. Oftest er våbenhuset placeret i tilknytning til en kirkeskibs dør, men kan også være bygget sammen med kirkens tårn. 
Mange danske middelalderkirker fik tilføjet våbenhuse i sengotisk tid, dvs. 1400- og 1500-tallet. Deres funktion har primært været at yde ly for personer, der af forskellige årsager ikke havde ret til at betræde selve kirken. Således vides det, at fru Ingeborg Skeel til Voergaard lod bygge våbenhuse til et par kirker, da hun syntes, det var synd for barselskvinder, at de måtte stå i det fri på kirkegården og vente, indtil præsten ved kirkedøren havde "renset" dem, så de atter kunne komme til gudstjeneste. At man udelukkende har opført dem til opbevaring af mændenes våben under gudstjensten er ikke sandsynligt, da der i mange tilfælde blev opført våbenhuse vendt mod nord, altså ved den oprindelige kvindedør. Mange har endvidere anset det for sandsynligt, at man allerede inden opførelsen af våbenhusene i senmiddelalderen havde tilmuret den ene adgangsdør, således at begge køn anvendte samme dør. 
Våbenhuse blev også brugt til bystævner.[kilde mangler]
I fredstid, hvor øvrigheden (konge, adel og præstevæsen) frygtede for bondeoprør, blev våbenhusene anvendt til opbevaring af bøndernes våben. Kirken var det centrale samlingssted og i tilfælde af krig kunne man hurtigt bevæbne det lokale forsvar om nødvendigt. 